# مایکروسافت آفیس ۹۷
مایکروسافت آفیس ۹۷ یک نسخه مهم مایکروسافت آفیس است که شامل صدها ویژگی و پیشرفت جدید نسبت به نسخه قبلی خود، مایکروسافت آفیس ۹۵ است. Office 97 «فرمان‌های میله‌ای» را معرفی کرد، الگویی که در آن منوها و نوارهای ابزار در قابلیت و طراحی بصری شباهت بیشتری داشتند. این سیستم همچنین دارای سیستم‌های زبان طبیعی و بررسی پیچیده دستور زبان است. این نسخه بر روی سی دی رام و همچنین مجموعه ای از دیسک‌های فلاپی ۴۴ ½ ۳ اینچی منتشر شد . منتشر در ۱۹ نوامبر سال ۱۹۹۶، مجموعه قابل اجرا بر روی ویندوز NT 3.51 SP5، ویندوز ۹۵، ویندوز NT 4.0 SP2، ویندوز ۹۸، ویندوز ۲۰۰۰ و ویندوز ام. این آخرین نسخه برای پشتیبانی از ویندوز NT 3.51 است زیرا Office 2000 به ویندوز ۹۵، Windows NT 4.0 SP3 یا نسخه بعدی ویندوز نیاز دارد. دو نسخه خدمات (SR-1 و SR-2) برای Office 97 منتشر شد. SR-2 مشکل سال ۲۰۰۰ را در Office 97 حل کرد.

## نسخه‌ها و پیشرفت
بعضی از برنامه‌های اضافی بعنوان عضو خانواده آفیس۹۷ نامگذاری شد اما در هیچ‌یک از نسخه‌ها درج نشده‌است:
- Microsoft FrontPage 97
- Microsoft FrontPage 98
- Microsoft Project 98
- مدیر تیم مایکروسافت ۹۷

## منابع

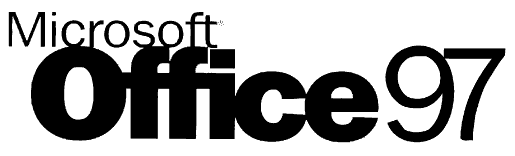
هنر جلد واضح بر پنجمین «قطعه پازل»، مایکروسافت دسترسی تأکید کرد